# Geiranger

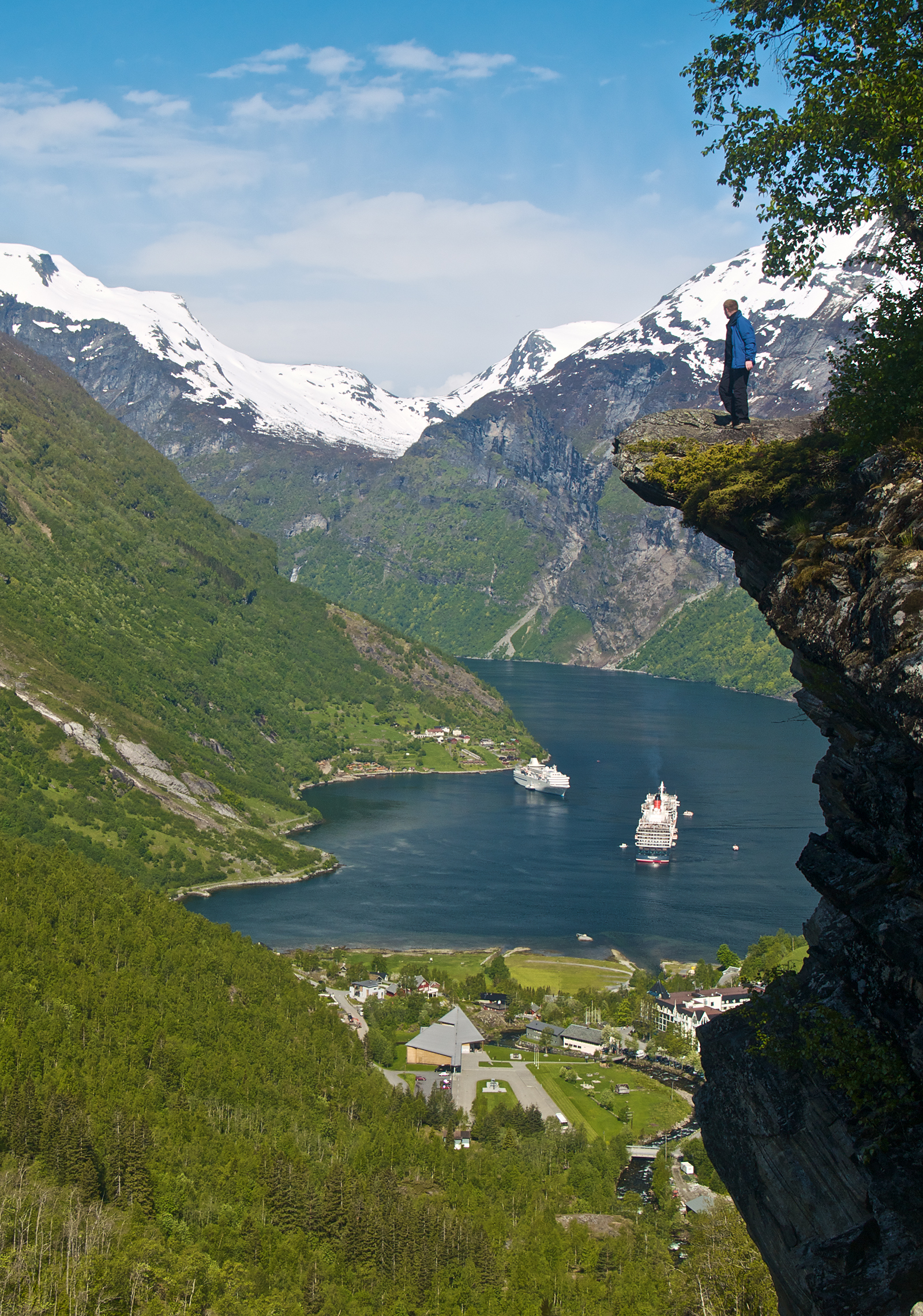
Geiranger

Geiranger é uma povoação da Noruega, situada na comuna de Stranda. Localiza-se na parte mais interior do Fiorde de Geiranger, um braço do Fiorde grande, em Møre og Romsdal.
Tem cerca de 240 habitantes permanentes. Nos meses de Verão, este número ascende aos 2000 habitantes. É rodeada por uma paisagem impressionante, que fez dela um dos locais mais visitados da Noruega, com cerca de 700 000 visitantes anuais. Dispõe de 5 hotéis e cerca de 8 outros locais de alojamento.
É o terceiro maior porto de navios de cruzeiro, recebendo cerca de 160 barcos durante a estação turística de quatro meses, entre maio e setembro. Durante esse período, é visitada por centenas de turistas. No resto do ano, a actividade é reduzida à de uma pacata povoação norueguesa.
Desde 2005, o Fiorde de Geiranger figura na lista do património da humanidade, da Unesco.
Todos os anos se realiza uma prova de atletismo, chamada "Frå fjord til fjel" (do fiorde até à montanha), consistindo de meia maratona, marcha e outras modalidades semelhantes, com partida do centro de Geiranger, até ao topo da montanha Dalsnibba, a 1497 metros de altitude.